# Académie australienne des sciences de la santé et de la médecine
L' Académie australienne des sciences de la santé et de la médecine (Australian Academy of Health and Medical Sciences, AAHMS) est une académie visant à promouvoir la santé et les sciences médicales en Australie. Elle a été créée en juin 2014.

## Histoire
La création d'une académie de la santé et des sciences médicales en Australie, indépendante du gouvernement et capable de s'exprimer avec autorité et un haut niveau d'expertise, a été initialement proposée par le professeur Warwick Anderson en 2012. Un petit groupe d'éminents dirigeants de la recherche médicale a commencé à envisager une telle organisation et à développer le concept pour en faire une réalité. Le professeur Ed Byrne, vice-chancelier de l'université Monash, a proposé à ses collègues des universités du Groupe des huit (Go8) qu'une telle organisation serait précieuse dans le contexte australien, et que le Go8 devrait soutenir son développement. En novembre 2013, un comité de développement composé de responsables actifs de la santé et de la recherche médicale s'est réuni pour établir les bases de l'Académie. Ils ont reconnu les nombreux organismes et organisations importants dans le domaine de la santé et des sciences médicales en Australie, avec lesquels l'Académie devrait travailler pour atteindre ses objectifs.

## Objectifs
Selon ses statuts  « L'Académie servira les trois objectifs identifiés comme hautement prioritaires dans l'examen stratégique 2013 de la recherche en santé et en médecine »  : mentorer la prochaine génération de cliniciens-chercheurs ; fournir des conseils indépendants au gouvernement et à d'autres sur des questions relatives à la pratique médicale fondée sur des données probantes et aux chercheurs en médecine ; offrir un forum de discussion sur les progrès de la recherche médicale en mettant l'accent sur l'application de la recherche à la pratique.

## Membres
En 2014, l'académie a commencé à décerner l'honneur de « Fellow of the Australian Academy of Health and Medical Sciences » à 50 scientifiques médicaux chaque année.
Parmi les fellows élus figurent  :
- John Aitken (en) 2015
- Warwick Anderson (en) 2015
- Louise Baur (en) 2014
- C. Glenn Begley (en) 2015
- Samuel Berkovic (en) 2015
- Jeffrey Braithwaite (en) 2017
- Richard Bryant (en) 2016
- Ed Byrne (en) 2015
- Jonathan Carapetis (en) 2014
- John Carlin (en) 2018
- Jeremy Chapman (en) 2017
- Georgia Chenevix-Trench (en) 2015
- Helen Christensen (en) 2015
- Arthur Christopoulos (en) 2017
- Judith Clements (en) 2017
- Clare Collins 2019
- David Cooper (en) 2015
- Brendan Crabb (en) 2015
- Annette Dobson 2015
- Peter C. Doherty 2015
- Stephen Duckett (en) 2015
- Sandra Eades (en) 2014
- Alan Finkel (en) 2015
- Nicholas Fisk (en) 2015
- Ian H. Frazer 2014
- Frank Gannon (en) 2015
- Katharina Gaus (en) 2015
- Jozef Gécz (en) 2015
- Paul Glasziou (en) 2015
- Michael F. Good (en) 2015
- Adele Green (en) 2015
- Michelle Haber (en) 2015
- Wayne Denis Hall (en) 2015
- David Handelsman (en) 2015
- Doug Hilton (en) 2015
- Michael Kidd (en) 2015
- Alison Kitson (en) 2015
- Peter Klinken (en) 2015
- David de Kretser 2015
- Richard Larkins (en) 2015
- Sharon Lewin (en) 2014
- Julio Licinio (en) 2015
- Melissa Little (en) 2015
- Fabienne Mackay (en) 2016
- Stephen MacMahon (en) 2015
- Caroline McMillen (en) 2015
- Lisa Maher (en) 2017
- Barry Marshall 2015
- Nick Martin (en) 2015
- Colin Masters 2015
- John Mattick (en) 2015
- Kirsten McCaffery 2020
- Kathryn North (en) 2014
- Susan Pond (en) 2015
- John E. J. Rasko (en) 2015
- Karen Reynolds (en) 2015
- Maree Teesson (en) 2015
- Jane Visvader (en) 2016
- Keryn Williams (en) 2016
- Fiona Wood 2015

## Présidence
En 2014, le professeur Ian Frazer est élu Président inaugural, avec Ingrid Scheffer pour vice-Présidente, qui lui a ensuite succédé à la Présidence.

## Récompenses et prix honorifiques
La Médaille Jian Zhou est le premier prix honorifique lancé par l'Académie, en 2019 : cette médaille reconnaît les étoiles montantes de la santé et des sciences médicales australiennes. Elle est décernée chaque année à des personnes qui ont obtenu leur doctorat (ou l'équivalent) dans les 15 années qui suivent et qui ont un impact significatif dans le domaine des sciences médicales translationnelles, principalement en Australie.
La Médaille pour une Chercheuse remarquable (Outstanding Female Researcher) est inaugurée en octobre 2020 et décernée chaque année : cette médaille récompense un chercheur qui s'identifie comme une femme, qui a fait une ou plusieurs découvertes exceptionnelles dans le domaine de la santé et des sciences médicales en Australie.